# Арит, Амин
Ами́н Ари́т (фр. Amine Harit; араб. أمين حاريث‎; род. 18 июня 1997, Понтуаз) — марокканский и французский футболист, полузащитник клуба «Олимпик Марсель» и сборной Марокко.

## Клубная карьера
Арит начал заниматься футболом в семь лет, обучался в академиях таких клубов, как «Пари Сен-Жермен» и «Ред Стар», однако окончил академию «Нанта». Произошло это в 2015 году, в том же году он стал игроком второй команды «Нанта», выступавшей в Национальном дивизионе 2. Арит дебютировал за неё 25 апреля 2015 года в матче против «По». В сезоне 2015/16 Амин появлялся на поле значительно чаще, однако твёрдым игроком основы так и не стал. 7 мая 2016 года Арит забил свой первый и единственный мяч за вторую команду «Нанта» в ворота «Роморантена».
Перед сезоном 2016/17 главный тренер «Нанта» Рене Жирар перевёл Арита в основную команду, где он сразу стал игроком стартового состава. 13 августа 2016 года Амин дебютировал за «Нант», отыграв весь матч первого тура против «Дижона» (1:0). 16 декабря 2016 года Арит оформил первый гол за клуб, забив мяч в ворота «Анже» (2:0). Но твёрдый середняк «Нант» занял 7 место в Лиге 1 и не зацепился за Еврокубковые турниры.
10 июля 2017 года Арит подписал контракт до 2021 года с немецким «Шальке 04», который за последние 10 лет 8 раз выходил в Лигу Европы. Сумма трансфера составила 8 миллионов евро плюс возможные два миллиона в качестве бонусов. Дебютный гол за команду забил 25 ноября в матче против дортмундской «Боруссии». По итогам чемпионата «Шальке 04» занял второе место за мюнхенской «Баварией», Арит завоевал с командой серебряные медали Бундеслиги и вышел в групповой этап Лиги чемпионов 2018/19.
2 сентября 2021 года был отдан в аренду в «Олимпик Марсель» на сезон 2021/22. Дебют за «провансальцев» состоялся в гостевом матче против «Монако», в котором Арит отметился голевой передачей.
1 сентября 2022 года, в последний день летнего трансферного окна, на правах аренды перешёл в «Олимпик Марсель» до конца сезона 2022/23 с опцией последующего выкупа.

## Карьера в сборной
Играл за юношескую сборную Франции различных возрастов. Чемпион Европы 2016 года среди юношей до 19 лет. На турнире провёл все пять встреч, был твёрдым игроком основы. В составе сборной Франции до 20 лет Арит участвовал на чемпионате мира 2017, где сборная дошла до 1/8 финала, а игрок забил один мяч в трёх матчах.
Но затем ввиду жёсткой конкуренции во взрослой сборной Франции Арит решил выступать за родину своих родителей. 7 октября 2017 года Арит дебютировал за сборную Марокко в матче со сборной Габона в Касабланке. В 2018 году выступил со сборной Марокко на чемпионате мира в России. Сыграл в первом матче с Ираном 15 июня в Санкт-Петербурге и был признан лучшим игроком матча. Был заменён на 82-минуте, а на последней минуте автогол Бухаддуза принёс команде поражение. В двух других играх в группе Арит не выступал, а команда Марокко проиграла Португалии (0:1), едва не выиграла у Испании (2:2) и с одним очком заняла последнее место в группе.
10 ноября 2022 года был включён в официальную заявку сборной Марокко для участия в матчах чемпионата мира 2022 года в Катаре. 13 ноября на 62-й минуте матче чемпионата Франции против «Монако» получил травму колена и покинул поле на носилках. Выяснилось, что из-за этой травмы футболист пропустит чемпионат мира, а его заменил Анасс Зарури.

## Статистика
| Клуб                     | Сезон      | Лига       | Лига  | Лига | Кубок | Кубок | Европа | Европа | Другое | Другое | Итог  | Итог |
| Клуб                     | Сезон      | Дивизион   | Матчи | Голы | Матчи | Голы  | Матчи  | Голы   | Матчи  | Голы   | Матчи | Голы |
| ------------------------ | ---------- | ---------- | ----- | ---- | ----- | ----- | ------ | ------ | ------ | ------ | ----- | ---- |
| Нант                     | 2016/17    | Лига 1     | 30    | 1    | 1     | 0     | —      | —      | 3      | 0      | 34    | 1    |
| Шальке 04                | 2017/18    | Бундеслига | 31    | 3    | 4     | 0     | —      | —      | —      | —      | 35    | 3    |
| Шальке 04                | 2018/19    | Бундеслига | 18    | 1    | 2     | 0     | 5      | 0      | —      | —      | 25    | 1    |
| Шальке 04                | 2019/20    | Бундеслига | 25    | 6    | 3     | 1     | —      | —      | —      | —      | 28    | 7    |
| Шальке 04                | 2020/21    | Бундеслига | 28    | 2    | 3     | 0     | —      | —      | —      | —      | 31    | 2    |
| Шальке 04                | Итог       | Итог       | 102   | 13   | 12    | 1     | 5      | 0      | 0      | 0      | 119   | 13   |
| Олимпик Марсель (аренда) | 2021/22    | Лига 1     | 2     | 1    | 0     | 0     | 1      | 0      | —      | —      | 3     | 1    |
| Общий итог               | Общий итог | Общий итог | 134   | 15   | 13    | 1     | 6      | 0      | 3      | 0      | 156   | 15   |

1. ↑  Матчи в Кубке французской лиги
2. ↑  Матчи в Лиге чемпионов

## Достижения

### Международные
- Чемпион Европы (до 19 лет): 2016

### Индивидиуальные
- Новичок года  в Бундеслиге: 2017/18
- Игрок месяца в Бундеслиге: сентябрь 2019[17]